# Сант'Анђело (Фиренца)
Сант'Анђело (итал. Sant'Angelo) је насеље у Италији у округу Фиренца, региону Тоскана.
Према процени из 2011. у насељу је живело 17 становника. Насеље се налази на надморској висини од 289 м.